# 戦星のバルジ
『戦星のバルジ』（せんせいのバルジ）は、堀越耕平による日本の漫画。

## 概要
堀越の2作目となる連載作品であり、戦国ならぬ「戦星」の世に陥ったインダストリア星で王子とそっくりの少年が平和をもたらすための旅に出る少年漫画。王子が幼い頃に人々からそう呼ばれたことがタイトルの由来となっている。『週刊少年ジャンプ』2012年25号から41号にかけて連載された。『少年ジャンプNEXT!』（集英社）2011 SUMMER掲載の読切『宇宙少年バルジ』（単行本未収録）を前身としている。
しかし短命で打ち切りに終わったため、本作終了後の堀越も創作意欲が低下し一時は新しいネタも思いつかなくなってしまう。
2巻巻末には、おまけ漫画として『獄宴編』が描き下ろされている。これは、本編の登場人物が演技をしていたという設定で収録後の役者たちを描いた短編である。ここに登場するアストロ/バルジ役の俳優が演技オタクであり、 担当編集者からは、「君は悟空やルフィのような主人公は描けなかったが、こういうオタクっぽい奴なら描ける」と評された。なお、このキャラクターは堀越の次回作でもある『僕のヒーローアカデミア』の主人公・緑谷出久のモデルとなった。
本作については、様々なSF映画から影響を受けていることが指摘されている。

## あらすじ
少年アストロは、異星人に侵略された星インダストリアで他の孤児たちと共に暮らしていた。ある日、自身とそっくりの王子バルジと出会い、王家に伝わる武器王具を無理やり渡される。ところがバルジは何者かに狙撃され、アストロは憲兵らに王子と誤解されて城に連行されるが、そこで王の資質ある者しか扱えないはずの王具で敵を撃退する。星王は息子・バルジの死を聞いて悲しむが、アストロに王子のふりをして星を平和にする旅に出るよう頼む。アストロはそれを聞き入れて憲兵ティアマトと共に各地へと赴く。
オーヴェル
アストロとティアマトは異星人のカンティ盗賊団に支配されていた西部の田舎町オーヴェルへ向かう。アストロは防具を用いて盗賊団を倒し、町を解放する。
デットロック領
アストロらは1度星都に戻り、カンティ盗賊団の元締めを探して再び旅に出る。途中で女たちの一団に遭い、助けを求められたかと思うと突然襲われる羽目にあう。彼女たちは異星人デットロックに人質にされた家族を守るため、強い男を捕まえてはデッドロック卿に差し出していた。デットロック卿は傘下のカンティから連絡が途絶えたことを不審に思い、星都侵攻と王具簒奪を企てる。だが、女たちから事情を聞いたアストロたちは変装してデッドロック卿の本拠地に侵入、王具を使ってデッドロック卿を倒す。
マセイル
アストロらは星王と連絡を取るため、第2都市マセイルに向かう。途中、憲兵を敵視し宇宙鯨に乗る少女ティコに襲撃される。誤解を解いたアストロらは彼女から、憲兵が異星人と手を組み、街をなすがままにさせていることを知る。アストロらは憲兵の腐敗層と異星人から街を開放するために動くが、留守中にティコの家が異星人タド・ポールに襲われる。ダークエネルギーという力により身体強化されたアストロはティコの育ての親に致命傷を負わせ、ティコや助けに戻ったアストロ、ティアマトも圧倒する。しかし、アストロの王具が覚醒したことで撃退に成功する。
育ての親が殺されたティコは捨て身の復讐へ向かおうとするが、アストロらに止められ、代わりにアストロとティアマトが憲兵と異星人がいる駐屯地へ向かう。途中でアストロはダークエネルギーの巨大な手によって連れて行かれ、ティアマトはタドに捕まる。が、宇宙鯨に乗ったティコの援護でティアマトは憲兵や異星人たちを倒す。一方のアストロは久しぶりに再会した育ての親ブラックから、アストロが本物のバルジ王子で本物とされていたバルジは過去にブラックがダークエネルギーで作った偽者だと告げられる。二人は分かり合うことができず、戦うことになる。ティアマトも戦いに加わるが、ブラックによって負傷させられる。それを見たアストロの感情が高ぶったことで王具がさらに覚醒し、ブラックを倒す。マイセルを解放したアストロは宇宙鯨の口内で裏切り者の憲兵たちを運び、ティアマトやティコと共に星都へ帰還する。
「近い未来、この星は再び統治される」というナレーションで本作が締めくくられる。
過去の出来事
インダストリア星は異星間交流によって異星人たちがのさばる様になった。人々は生まれたばかりの王子バルジを衰えた星王に代わる存在と期待し、「戦星のバルジ」と呼んだ。それを歪んでると思った憲兵のブラックは王子をダークエネルギーによって造った偽者とすり替えた。本物の王子はアストロと名づけられ、スラムに預けられた。そしてブラックは民を救う旅に出るが、異星人ゆえ民から迫害され自らも歪んでいった。本編の2年前、ブラックがスラムで生活していたアストロの元に現われ、働き方や物の買い方を教えた。

## 登場人物

### 主人公
アストロ
本作の主人公で、孤児たちとスラムにひっそり暮らす15歳の少年。王子・バルジとそっくりだったことから王子のふりをして星を平和にするための旅に出る。一人称は「オレ」。
家族を大切にする性格で、家族が傷つけられると激高する。
正体は本物のバルジ王子。そのため、すぐに王の資質がある者のみが扱える王具を発動させる。

### 宮廷
インダストリア星王
98歳の年老いた王。アストロの実父。
王具を使えなくなって久しく、力の衰えと共に国が乱れている。
ティアマト
星王憲兵隊・第一大隊副隊長。25歳。アストロとともに旅をする。
インダストリア王家への忠誠が厚い。非常に剣術が高く、とっさの状況判断にも優れる。一方で女性と話すのは苦手。
当初はアストロを認めないが、旅を通じて少しずつ彼を評価するようになっていく。
バルジ
インダストリアの王子。実はダークエネルギーによってブラックが作り出した偽者。
王の資質が無いため王具が使えない。粗暴な性格。
第1話で何者かに撃たれ屋根から転落する。その後は死亡した扱いになるが、死んだ描写はない。
チビ達
孤児の子ども達。アストロと一緒に暮らす「家族」。オキナク、ショウ、リトル、チマ、スンタラ、マクロの6人。
このうち女の子のチマが最も登場回数が多い。アストロが旅に出ることと引き換えに宮殿に住む。

### デッドロック一味
デッドロック卿
インダストリア王国西部を実効支配する異星人。
王具を狙う。そのために男を人質にとって女たちを脅し、兵士にするための強い男たちを集めさせている。
岩石を自在にくっつけて身体の一部として動かすことができる。岩石が破壊されてもダメージは受けない。ただし、本体である脳が弱点。
ジョン・カンティ
オーヴェルを支配する異星人。デットロック傘下としてカンティ盗賊団を率いる。誰かに助けを求める者を嫌う。

### マセイル
ティコ
アストロが旅の途中で出会った17歳の少女。
幼い頃に両親を殺され、戦争孤児となったところを、「おじさん」と「おばさん」に助けられる。根は明るく、芯が強い。
一通りの武器を扱うことができ、戦闘も可能。おばさんが異星人に殺されてからは復讐心に取り付かれ、地下の武器庫に潜みながら反撃の機会を伺う。
ミラ
ティコと一緒にいる宇宙鯨。
おじさん
ティコの育ての親。妻は異星人に殺された。
穏やかな性格で、復讐に燃えるティコを心配する。ティコを庇いタド・ポールに殺される。

### ブラック一味
ブラック
元憲兵隊。アストロの育ての親。
ダークエネルギーを扱えるため、その一族は星間交流が始まった当初から星王に仕えていた。
しかし、生まれたばかりの王子バルジ（アストロ）を将来の戦力として期待する宮廷に疑問を持ち、ダークエネルギーでバルジの偽者を造った上で密かにバルジを誘拐しスラム街に託す。その後、民を救う旅に出るが、異星人であるため拒絶される。歪んだ末に異星人を率いて憲兵隊と手を組み、マセイルの街を支配する。
タド・ポール
フロッグ成人。20歳。破壊を目的にブラックの仲間となる。
脚にダークエネルギーを纏い、身体能力を大幅に強化している。
ククルカン
星王憲兵隊・第六大隊隊長。25歳でティアマトと同期。
都合の良い方に流れていく性格。王家を見限り、ブラック率いる異星人軍団と手を組む。

## 用語
インダストリア
星、王家、王国、国王の名前。国王については#宮廷、国については#地理参照。
インダストリア星
本作の舞台となる星の名前。かつてはインダストリア家によって統治されていたが、異星間交流が盛んになると住みやすいこの星に様々な異星人が侵入し「戦星の世」に陥った。
この星の元の住民は人間の姿をしている。
インダストリア家
インダストリア星を治める一族。実質的には星の一部、インダストリア国しか統治できておらず、その国内でも様々な異星人の勢力が跋扈している。
王具（オーグ）
王の資質がある者のみ扱える武器。「つらぬくもの」と呼ばれ、古より王の証として存在する
使用者の感情の高ぶりに反応し、悪しき心に対して槍状のものが飛び出し絶対の力を発揮する。戦力としては絶大で、多くの異星人が王具を狙っている。
暗黒エネルギー（ダークエネルギー）
ブラックの一族が使える能力。身体強化、人造などあらゆることが可能。

### 地理
インダストリア国
インダストリア星王を君主とする国家。国王の求心力はかなり低下しており、星都から離れた地域では異星人や憲兵隊の腐敗層によって住民が苦しめられている。通貨の単位はクォークで、1クォークは約1円に相当する。
星都
インダストリア国の首都。国内では最も異星人の侵入を防いでいるが、それでも人々の生活は厳しい。スラム街が存在している。
オーヴェル
星都から西へ60kmに位置する田舎町。デッドロック傘下の異星人によって支配される。
マセイル
憲兵隊駐屯地がある都市。貿易の拠点であり、星都に次いで守りが固められている。デットロックのアジトから南に馬車で半日の距離にある。
ブラック率いる異星人軍団と憲兵隊・第六大隊が手を組み、街を支配している。元の住民は異星人の奴隷として扱われるか、地下で潜伏している。
エンドラ公国
インダストリア国の隣国。異星人ゴードンが支配する。

## 宇宙少年バルジ
堀越の読切作品で、『戦星のバルジ』の前身。『少年ジャンプNEXT!』（集英社）2011 SUMMERに掲載。単行本には未収録。
本作のバルジは宇宙空間で生身でも平気であるという設定で、「細密に書き込まれた宇宙船とダイナミックな世界観」が評価されている。

## 獄宴編
「獄宴編」（ごくえんへん）は、『戦星のバルジ』2巻末に描き下ろされた「おまけマンガ」。本編がの登場人物が役者で本編が演技だったらという設定。堀越は「もしもの話です。気分を害されたら申し訳ありません。」とコメントしている。
アストロ/バルジ
天才新鋭俳優。一人二役。演劇のことになるとボソボソと長々話し続けるオタクで、堀越の次回作でもある『僕のヒーローアカデミア』の主人公・緑谷出久のモデルとなる。
ティアマト
ジャニャアズ事務所所属。本編とは対照的に異性とは積極的に話す。
セーオー
人間国宝俳優。
ジーノ
グラビアアイドル。出番が少なかったと怒る。
ブラック
中堅俳優。
タド
ベテラン俳優。
ククルカン
個性派俳優。
チマ
子役。劇団「ひまわり」の子ども。
ティコ
近作デビューの新人女優。アストロのファン。

## 書誌情報
- 堀越耕平 『戦星のバルジ』 集英社〈ジャンプ・コミックス〉、全2巻
  1. 「つらぬくもの」2012年10月4日発売、ISBN 978-4-08-870583-5
  2. 「戦星のアストロ」2012年11月2日発売、ISBN 978-4-08-870584-2